# The Covenant Progress
The Covenant Progress, pubblicato nel 2003 dalla Rivel Records, è il primo LP (dopo 2 demo, un live ed un EP)della Unblack metal band Crimson Moonlight.

## Tracce
1. Mist of the Spiritual Dimension
2. The Pilgrimage
3. Path of Pain
4. Thy Wilderness
5. Eternal Emperor
6. A Painting in Dark
7. The Eyes of Beauty
8. A Thorn in my Heart
9. The Covenant

## Formazione

### Gruppo
- Simon Rosen aka Pilgrim - voce
- Petter Stenmarker - chitarra/voce
- Per Sundberg - chitarra
- Hubertus Liljegren - basso/chitarra
- Gustav Elowson - batteria